# Anneli Olsson (Fußballspielerin)
Anneli Olsson (* 7. Februar 1967) ist eine ehemalige schwedische Fußballspielerin.

## Karriere

### Verein
Olsson spielte im Seniorinnenbereich ausschließlich für Hammarby IF in der Damallsvenskan, der höchsten Spielklasse im schwedischen Frauenfußball. 1994 und 1995 gewann sie jeweils das Pokalfinale mit 2:1 gegen Gideonsbergs IF und 1:0 gegen Älvsjö AIK.

### Nationalmannschaft
Olsson bestritt in einem Zeitraum von sechs Jahren 13 Länderspiele für die Nationalmannschaft. Mit ihr nahm sie am Turnier um den Open Nordic Cup, als Alternative zur (seit 1982 nicht mehr ausgetragenen) Nordischen Meisterschaft, in Agia Napa auf Zypern teil und krönte ihr Länderspieldebüt am 23. März 1990 beim 4:1-Sieg über die Nationalmannschaft Finnlands mit ihrem ersten Länderspieltor, dem Treffer zum 2:0 in der 20. Minute. Ihren zweiten Einsatz als Nationalspielerin hatte sie im zweiten Spiel der EM-Qualifikationsgruppe 2 beim 2:0-Sieg über die Nationalmannschaft Frankreichs am  13. Mai 1990 in Melun. Fünf Jahre später kam sie zu ihrem dritten Länderspiel, dem Halbfinal-Rückspiel in der Finalrunde der Europameisterschaft beim 4:1-Sieg über die Nationalmannschaft Norwegens sowie im Finale gegen die Nationalmannschaft Deutschlands, das am 26. März in Kaiserslautern mit 2:3 verloren wurde. In den vier zwischen den beiden EM-Spielen ausgetragenen Länderspielen handelte es sich um die im Turnier um den Algarve-Cup 1995, in denen sie ebenfalls eingesetzt worden war und das Turnier mit dem 3:2-Sieg n. V. über die Nationalmannschaft Dänemarks gewann, wobei ihr mit dem Ausgleichstor zum 1:1 in der 36. Minute ihr zweites Länderspieltor gelang. Am 13. und 27. Mai 1995 kam sie in zwei Freundschaftsspielen gegen die Nationalmannschaften Englands und Australiens in Halmstad und Helsingborg bei den 4:0 und 5:0-Siegen zum Einsatz. Zum Abschluss ihrer Länderspielkarriere nahm sie mit ihrer Mannschaft an der im eigenen Land ausgetragenen Weltmeisterschaft teil. Sie bestritt alle drei Spiele der Gruppe A und beendete ihre Länderspielkarriere mit dem 2:0-Sieg über die Nationalmannschaft Japans am 9. Juni 1995. Ihre Mannschaft verlor vier Tage später das Viertelfinale gegen die Nationalmannschaft Chinas, die das Spiel erst im Elfmeterschießen mit 4:3 für sich entscheiden konnte.

## Erfolge
Nationalmannschaft
- Viertelfinalist Weltmeisterschaft 1995
- Finalist Europameisterschaft 1995
- Algarve-Cup-Sieger 1995

Hammarby IF
- Schwedischer Pokalsieger 1994, 1995